# Weekeinde
Het weekeinde of weekend is het gedeelte van de week waarop de meeste mensen vrij hebben. Sinds de invoering van de vijfdaagse werk- en schoolweek omvat het weekeinde veelal twee dagen, die tegenover de gangbare werkdagen staan.
In de meeste landen, vooral die waarin het christendom traditioneel een grote invloed heeft, bestaat het weekeinde uit zaterdag en zondag. In bepaalde islamitische landen zijn vrijdag en  zaterdag de dagen van het weekeinde. Israël heeft een weekeinde van slechts een dag, de sabbat. In feite is dit vaak anderhalve dag, omdat men vrijdagmiddag eerder ophoudt met werken.
In de praktijk zeggen mensen vaak dat 'het weekend begint' als ze op hun laatste werkdag (meestal vrijdag) klaar zijn met werken. Als mensen een extra vrije dag nemen voor of na het weekend, spreekt men van een 'lang weekend', bijvoorbeeld van vrijdag tot en met zondag.
Aangezien zondag vroeger als de eerste dag van de week werd beschouwd, kan men het woord weekeinde als een vreemde benaming zien indien  zondag er deel van uitmaakt. Anderzijds is het praktisch om maandag niet alleen als eerste dag van de werkweek te beschouwen, maar ook als eerste dag van de week in het algemeen. Dit is in de tweede helft van de 20e eeuw vastgelegd in een aantal ISO-normen, zoals ISO 8601.
In televisiegidsen begint de week veelal met het weekeinde. In agenda's worden, om ruimte te besparen, zaterdag en zondag veelal in één vakje gestopt, aan het einde van de week.